# برنديسية
البرنديسية (الاسم العلمي:Brandisia) هي جنس من النباتات تتبع فصيلة البولفينية من رتبة الشفويات.

## أنواع البرنديسية
- برنديسية أناميتية
- برنديسية جذعية الأزهار
- برنديسية شوفالييرية
- برنديسية ثنائية الألوان
- برنديسية جرداء
- برنديسية هانسي
- برنديسية قوانغشية
- برنديسية عنقودية
- برنديسية وردية
- برنديسية متسلقة
- برنديسية سوينغلية
- برنديسية مرجية
- برنديسية سولية